# Simonoonops craneae
Espèce
Synonymes
- Dysderina craneae Chickering, 1968
- Eusimonia orghidani Dumitrescu & Georgescu, 1987

Simonoonops craneae est une espèce d'araignées aranéomorphes de la famille des Oonopidae.

## Distribution
Cette espèce se rencontre au Venezuela dans les États d'Aragua, de Miranda, de Monagas et de Sucre et à la Trinité à Trinité-et-Tobago,.

## Description
Le mâle décrit par Platnick et Dupérré en 2011 mesure 1,98 mm et la femelle 2,25 mm.

## Étymologie
Cette espèce est nommée en l'honneur de Jocelyn Crane.

## Publication originale
- Chickering, 1968 : The genus Dysderina (Araneae, Oonopidae) in Central America and the West Indies. Breviora, no 296, p. 1-37 (texte intégral).